# Ola Rollén
Ola Rollén, född 28 april 1965, är en svensk entreprenör och företagsledare. Han är före detta vd för Hexagon, ett globalt teknikbolag. 

## Uppväxt och utbildning
Ola Rollén, som är son till Berit Rollén, föddes i Stockholm 1965. Han utbildade sig till civilekonom på Stockholms universitet där han tog examen 1989.

## Karriär
Efter examen började Rollén 1989 på Stora AB och året efter på AB Kanthal, Två år senare blev  han vice vd på Avesta Sheffield, år 1999 blev han vd på Sandvik Stål (numera Sandvik Materials Technology) i Sandviken och året därpå vd för Hexagon som då var ett konglomerat med svaga tillväxtutsikter. Under hans ledning utvecklades Hexagon till en framgångsrik internationell teknologikoncern med tonvikt på avancerad mätutrustning genom uppköp av ett stort antal företag, bland andra Brown & Sharpe, Leica Geosystems, Intergraph, och MSC Software. Hexagon har förvärvat fler än 150 bolag under hans 20 år som vd, samtidigt som företagets produktportfölj utvecklats till att bestå av både hårdvara och mjukvara.
Hexagon byggde även upp Hexpol, ett företag som tillverkar polymerprodukter, vilket delades ut till Hexagons aktieägare 2008 genom en notering på Stockholmsbörsen.
År 2015 sålde Rollén halva sitt innehav i Hexagon för att bilda investmentbolaget Greenbridge Partners, vilket i oktober 2015 ägde 20% av norska Next Biometrics. Melker Schörling dåvarande styrelseordförande för Hexagon, stödde och investerade i den nya satsningen.
Han har flera gånger blivit omnämnd på Harvard Business Reviews lista för ”Best-Performing CEO.
I juni 2022 meddelade bolaget att Rollén skulle lämna sin roll som vd för att efterträdas av Paolo Guglielmini från och med den 31 december 2022.

## Frias för åtal om insiderhandel
År 2016 åtalades Ola Rollén för insiderbrott i Norge för att i oktober 2015. ha köpt aktier i Next Biometrics, en transaktion som inte involverade Hexagon. Han åtalades av norska Økokrim och friades av Oslo Tingsrätt i ett enhälligt domslut vilket offentliggjordes 10 januari 2018. Efter Økokrims överklagande av domslutet friades Ola Rollén en andra gång av Borgarting lagmannsrett, vilka avskrev alla åtal om insiderhandel. Den andra friande domen offentliggjordes 26 juni 2019. Åklagaren konstaterade då att de inte skulle överklaga domen, vilket gjorde frikännandet slutgiltigt.